# Józef Gaczyński
Józef Gaczyński, h. Sas (ur. 14 lutego 1895 w Warszawie, zm. 14 czerwca 1963 w Krakowie) – polski śpiewak operowy, bas-baryton, mistrz bel canta, pedagog, wychowawca wielu artystów opery i operetki, aktorów. Do jego uczniów należą m.in.: Wanda Polańska, Maciej Wójcicki, Kazimierz Pustelak, Bolesław Pawlus, Stanisław Bursztyński, Janusz Zakrzeński, Barbara Horawianka.

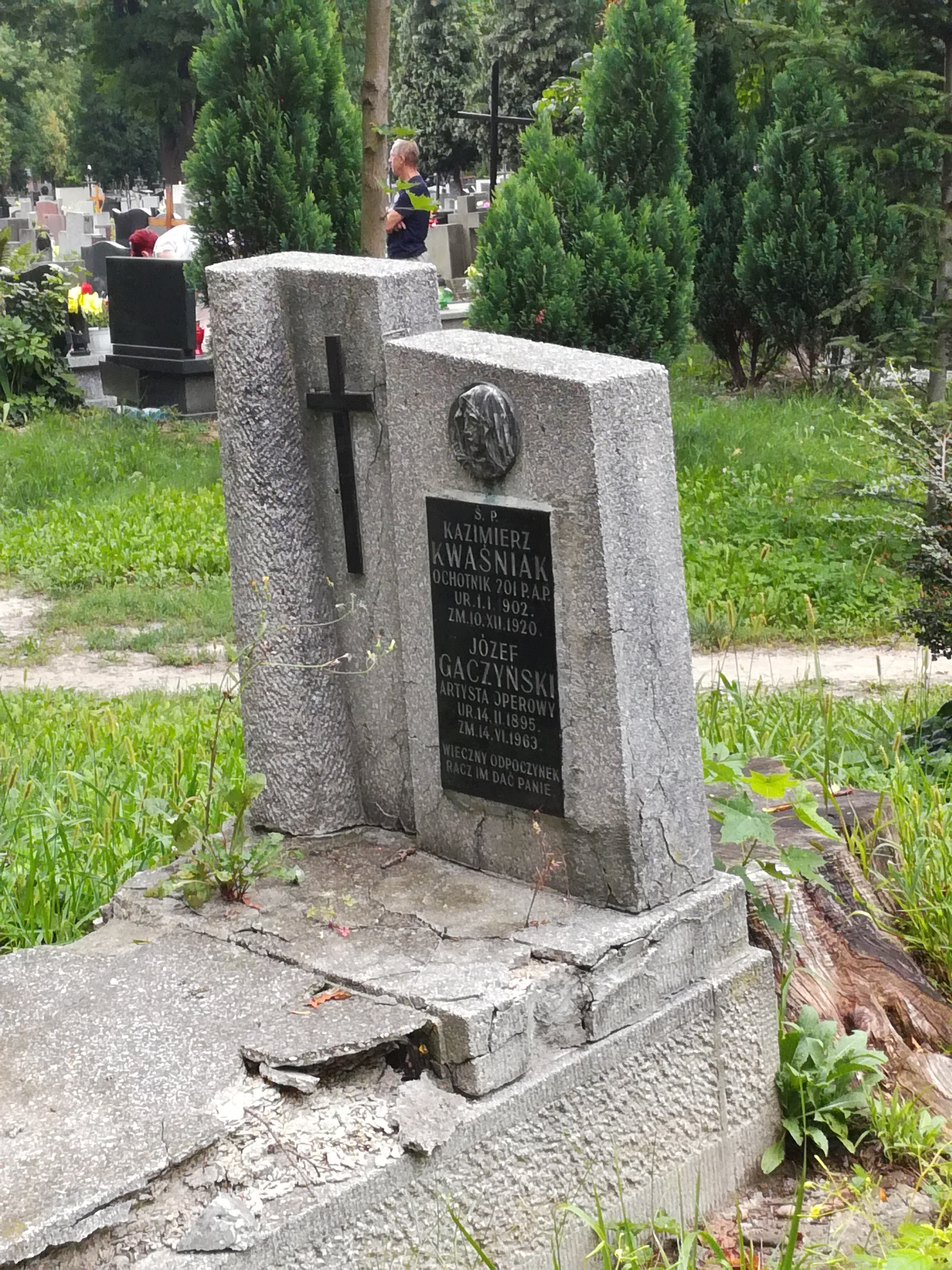
Grób Józefa Gaczyńskiego na cmentarzu Rakowickim

## Życiorys
Artysta malarz, w latach 1918–1920 student Warszawskiej Szkoły Sztuk Pięknych w klasie prof. Miłosza Kotarbińskiego, absolwent Akademii Sztuk Pięknych w Krakowie (1925), uczeń prof. Józefa Pankiewicza i prof. Ignacego Pieńkowskiego.
W latach 1925–1929 i 1931–1932 przebywał w Mediolanie, gdzie kształcił się pod kierunkiem m.in. profesorów Francesconiego i Morattiego, występował również w La Scali. Zbierał entuzjastyczne opinie, m.in. od Tullia Serafina. W latach 1929–1930 i 1938–1939 był solistą Teatru Wielkiego w Warszawie. W latach 1930–1931 występował w Operze Wiedeńskiej. W latach 1934–1935 był solistą opery w Poznaniu. W latach 30. występował też na antenie Polskiego Radia w Poznaniu, Toruniu, Warszawie. W 1935 został zwycięzcą prestiżowego konkursu wokalnego Polskiego Radia.
Po II wojnie światowej związał się z Krakowem, gdzie prezentował się m.in. w partiach Germonta w Traviacie, Walentyna w Fauście, Tonia w Pajacach, a także w kabarecie Siedem Kotów. W latach 1946–1953 pracował równocześnie jako wykładowca Studia Dramatycznego przy Teatrze Rapsodycznym w Krakowie.
W czasach stalinowskich był prześladowany, został pozbawiony możliwości zarówno występów jak i pracy pedagogicznej w państwowych szkołach muzycznych. W latach 1957–1960 był wykładowcą w krakowskiej Państwowej Średniej Szkole Muzycznej.
Był bardzo lubiany i szanowany przez swoich wychowanków. W 2008 z inicjatywy Fundacji Pomocy Artystom Polskim „Czardasz” odbył się w Krakowie koncert Pamięć poświęcony postaci Józefa Gaczyńskiego, z udziałem m.in. Macieja Wójcickiego, Kazimierza Pustelaka i Bolesława Pawlusa.